# Route nationale 13 (Luxembourg)
Pour les articles homonymes, voir N13 et Route nationale 13.
La route nationale 13, dite route des trois cantons, est une route nationale luxembourgeoise reliant Windhof à Bous.